# Where Were You Last Night
"Where Were You Last Night" är en poplåt skriven av Tim Norell, Ola Håkansson och Alexander Bard i konstellationen Norell Oson Bard. Den spelades in och gavs ut som singel med den svenska sångerskan Ankie Bagger 1989 och togs med på hennes debutalbum med samma namn samma år. I bakgrundskören medverkade Björn Ström, Pernilla Wahlgren, Richard Evenlind, Suzzie Tapper och Tommy Ekman.

## Singel
Singeln gavs ut på skivbolaget Sonet Records 1989. Omslagsdesignen gjordes av Bea Uusma.

### Låtlista
1. "Where Were You Last Night" – 4.08
2. "Where Were You Last Night" (singback) – 4.08

I en del territorier släpptes singeln i 12-tumsstorlek med en remix på 7.46 minuter. 

### Listframgångar
| Lista (1989-90) | Högsta placering |
| --------------- | ---------------- |
| Nederländerna   | 72               |
| Sverige         | 13               |

På svenska Trackslistan låg låten som bäst på plats 4 och den stannade på listan i sex veckor. 

## Coverversioner
Det japanska bandet Wink gjorde en cover av låten 1990 med titeln "夜にはぐれて" ("Yoru ni Hagurete"). Den japanska texten skrevs av Neko Oikawa.
En ny version sjungen på svenska, "Var va du i natt", med text av Keith Almgren, spelades in av dansbandet Micke Ahlgrens för deras album Röd är kärlekens färg 1991.
Den finska gruppen Nightwish spelade in en ny version 2004, med Tarja Turunen som sångerska.
Albumet Let’s Pök! av den svenska humorduon Ronny och Ragge innehåller låten Pökpåsen vilket kan ses som en coverversion av Where Were You Last Night, då melodin är i stort sett identisk.